# WISEPC J045853.90+643451.9
WISEPC J045853.90+643451.9 (abbreviata come WISE 0458+6434) è un sistema binario di nane brune con spettro di classe T8,5 per la componente A e T9,5 per B, localizzata a 36 anni luce nella costellazione della Giraffa.

## Scoperta
WISE 0458+6434 A è stato scoperto nei primi mesi del 2011 da A. Mainzer et al. attraverso l'analisi dei dati del satellite orbitante intorno alla terra, Wide-field Infrared Survey Explorer (WISE), missione durata dal dicembre 2009 al febbraio 2011.
WISE 0458+6434 B è stato scoperto alcuni mesi dopo da Gelino et al., mentre esaminavano la probabile binarietà di nove nane brune attraverso Keck II telescope nel MaunaKea.

### NH3nello spettro della componente B
Secondo i criteri proposti da Cushing et al. (2011) sugli standard di transizione T/Y, WISE J0458 6434 B non si potrebbe definire al tipo a Y. Tuttavia, il suo spettro ha funzionalità simili a quelle delle classi Y0 delle nane WISE 1405 5534 e 1738 WISE 2732 dove è presente un assorbimento dell'NH3.